# マイケル・ビューチャンプ
マイケル・フランシス・ビューチャンプ（Michael Francis Beauchamp, 1981年3月8日 - ）は、オーストラリア・シドニー出身の同国代表サッカー選手。マーコーニ・スタリオンズFC所属。ポジションはDF（センターバック）。「ビーチャム」とも表記される。

## 来歴
191cmの大型CBである。2006 FIFAワールドカップでオーストラリア代表に選出された。2006-07シーズン、Aリーグのセントラルコースト・マリナーズFCからブンデスリーガの1.FCニュルンベルクに期限付き移籍した。2008-09シーズンはデンマーク・スーペルリーガのオールボーBKでプレー。同シーズンのUEFAチャンピオンズリーグ本戦にも出場している。

## 代表歴

### 出場大会
- U-23 オーストラリア
- オーストラリア代表
  - 2006年2月22日 - A代表初出場 - バーレーン代表戦
  - 2006年 ワールドカップ （ベスト16）
  - 2007年 アジアカップ （ベスト8）

### 試合数
- 国際Aマッチ 22試合 1得点（2006年-2010年）[3]

| オーストラリア代表 | 国際Aマッチ | 国際Aマッチ |
| 年                 | 出場        | 得点        |
| ------------------ | ----------- | ----------- |
| 2006               | 5           | 0           |
| 2007               | 6           | 1           |
| 2008               | 7           | 0           |
| 2009               | 1           | 0           |
| 2010               | 3           | 0           |
| 通算               | 22          | 1           |

## タイトル
ニュルンベルク
- DFBポカール : 2006-07